# José André Coimbra
José André Coimbra (* 10. November 1900 in Carbonita, Minas Gerais, Brasilien; † 16. August 1968 in Araxá) war ein brasilianischer Geistlicher und römisch-katholischer Bischof von Patos de Minas.

## Leben
José André Coimbra empfing am 13. Juli 1924 das Sakrament der  Priesterweihe für das Erzbistum Diamantina.
Am 26. Februar 1938 ernannte ihn Papst Pius XI. zum Bischof von Barra do Piraí. Die Bischofsweihe spendete ihm der Erzbischof von Diamantina, Serafim Gomes Jardim da Silva, am 24. Juli desselben Jahres. Mitkonsekratoren waren der Koadjutorbischof von Montes Claros, Aristides de Araújo Porto, und der Bischof von Cajazeiras, João da Matha de Andrade e Amaral.
Am 8. Juni 1955 ernannte ihn Papst Pius XII. zum ersten Bischof des neuerrichteten Bistums Patos de Minas. Die Amtseinführung fand am 30. Oktober desselben Jahres statt.
Er nahm an der ersten, zweiten und vierten Sitzungsperiode des Zweiten Vatikanischen Konzils als Konzilsvater teil.